# Albert d'Orville
Albert Dorville (cunoscut și ca Albert Le Comte d'Orville; n. 12 august 1621, zona metropolitană Bruxelles, Țările de Jos Spaniole⁠(d) – d. 8 aprilie 1662, Agra, Imperiul Mogul) a fost un preot iezuit belgian, misionar în China și cartograf.

## Biografie
Tânărul Albert, fiul unui nobil, și-a petrecut o mare parte din tinerețe la curtea ducelui de Neuburg. El s-a alăturat Societății lui Isus în 1646 și, în timpul studiilor de teologie la Universitatea Catolică din Leuven, a asistat la „prelegerile chinezești” ale lui Martino Martini, un misionar iezuit italian, care se afla atunci în vizită la Universitatea din Leuven. Aceste prelegeri i-au insuflat dorința puternică de a se oferi să lucreze ca voluntar la misiunea iezuită din China. Superiorul provincial al ordinului iezuit i-a acordat permisiunea și, imediat după ce a fost hirotonit preot (în 1654), Dorville a plecat la Roma pentru a i se alătura lui Martino Martini și a-l însoți apoi în călătoria sa către China.
Părăsind Lisabona în aprilie 1657, Martini, Dorville și alți 17 iezuiți (printre care Ferdinand Verbiest) au sosit la Macao la 17 iulie 1658, după o lungă și dificilă călătorie în care câțiva viitori misionari și-au pierdut viața. Așa cum era practica pentru toți noii sosiți, Dorville a trăit câtva timp la Macao pentru a învăța limba chineză. Apoi a fost trimis ca misionar în provincia Shanxi.

## Călătoria exploratoare pe uscat
Curând el a fost chemat la Pekin și a fost desemnat ca însoțitor al lui Johann Grueber în călătoria sa către Europa. Grueber fusese trimis la Roma pentru a-l apăra pe astronomul iezuit Adam Schall von Bell de acuzația că „a stimulat practicile superstițioase” (motivată de activitatea sa de reformare a calendarului chinezesc). Cum călătoria pe mare era din ce în ce mai dificilă și mai nesigură - portughezii își pierdeau atunci monopolul comercial în favoarea olandezilor - cei doi misionari au decis să efectueze o călătorie exploratoare pe uscat care ar fi putut contribui la o mai bună cunoaștere a Chinei. Obiectivul lor era să ajungă la Goa.
Părăsind Pekinul pe 13 aprilie 1661, Grueber și Dorville au intrat în Tibet pe 13 iulie și au ajuns la 8 octombrie în capitala Lhasa, unde au rămas două luni (octombrie și noiembrie). Ei au fost primii europeni care au vizitat capitala tibetană după călugărul franciscan Odoric de Pordenone, în 1328.
Pe tot parcursul drumului, Dorville a efectuat cercetări geografice, determinând exact longitudinea și latitudinea locurilor pe care le străbăteau. Călătorii au traversat Munții Himalaya, au intrat în Nepal și au rămas o lună la Kathmandu (ianuarie 1662). De acolo au coborât în bazinul fluviului Gange, au intrat în India (8 februarie) și au vizitat orașele Patna și Benares înainte de a ajunge în sfârșit la Agra (31 martie), fosta capitală a Imperiului Mogul. Epuizat de călătoria grea, Dorville s-a îmbolnăvit grav și a murit pe 8 aprilie 1662, la o săptămână după ce a ajuns la Agra.

## Evaluare
Pentru restul călătoriei din Goa spre Europa, Grueber a fost însoțit de Heinrich Roth, un învățat iezuit cunoscător al limbii sanscrite. La sosirea sa la Roma în 1664, Johann Grueber a relatat odiseea lor prin China și India. Au fost efectuate o serie de observații interesante - geografice, culturale, socio-religioase - cu privire la țările străbătute și la populațiile întâlnite. Călătoria exploratoare s-a dovedit totuși a fi un eșec în ceea ce privește găsirea unui drum mai scurt către China: călătorii au continuat pentru o lungă perioadă să meargă cu corabia din Goa în Macao și în China. Călătoria pe uscat era prea lungă, periculoasă și epuizantă.

## Mențiuni literare
Numele misionarului Albert d'Orville este menționat în romanul Orizont pierdut (1933) al lui James Hilton. Astfel, consulul britanic Hugh Conway descoperă în biblioteca lamaseriei Shangri-La din Tibet un exemplar rar al lucrării Voyage à la Chine des Pères Grueber et d'Orville de Melchisédech Thévenot, care a fost publicat în 1673 la Paris.